# Nicolò Tron
Nicolò Tron, född 1399, död 1473, var en venetiansk doge. Han var regerande doge av Venedig 1471–1473.